# Peter Ostrum
Peter Ostrum est un ex-acteur américain né le 1er novembre 1957 à Dallas (Texas, États-Unis).

## Biographie
Il n'a qu'un seul film à son actif : Charlie et la Chocolaterie (Willy Wonka & the Chocolate Factory), tourné en 1970 alors qu'il avait 12 ans.  Malgré de bonnes critiques sur sa performance d'acteur et bien qu'il se soit vu proposer un contrat pour tourner trois films, Peter s'est détourné du métier d'acteur pour rejoindre la carrière de vétérinaire.